# FC Struga
Der Fudbalski Klub Struga Trim-Lum (albanisch Klubi i Futbollit Struga Trim-Lum) ist ein nordmazedonischer Fußballverein aus Struga.

## Geschichte
Der Verein wurde 2015 gegründet und spielt seit 2019 in der Prva Makedonska Liga, der höchsten Liga des Landes. In der Spielzeit 2020/21 konnte man sich dann erstmals in der Vereinsgeschichte mit dem 3. Platz für einen europäischen Wettbewerb qualifizieren. Dort traf man in der 1. Qualifikationsrunde der UEFA Europa Conference League auf den FK Liepāja aus Lettland und schied mit 1:1 und 1:4 aus.

## Erfolge
- Nordmazedonischer Fußballmeister: 2023, 2024

## Europapokalbilanz
| Saison  | Wettbewerb                    | Runde                  | Gegner                 | Gesamt | Hin     | Rück    |
| ------- | ----------------------------- | ---------------------- | ---------------------- | ------ | ------- | ------- |
| 2021/22 | UEFA Europa Conference League | 1. Qualifikationsrunde | FK Liepāja             | 2:5    | 1:1 (A) | 1:4 (H) |
| 2023/24 | UEFA Champions League         | 1. Qualifikationsrunde | FK Žalgiris Vilnius    | 1:2    | 0:0 (A) | 1:2 (H) |
| 2023/24 | UEFA Europa Conference League | 2. Qualifikationsrunde | FK Budućnost Podgorica | 5:3    | 1:0 (H) | 4:3 (A) |
| 2023/24 | UEFA Europa Conference League | 3. Qualifikationsrunde | Swift Hesperingen      | 4:3    | 3:1 (H) | 1:2 (A) |
| 2023/24 | UEFA Europa Conference League | Play-offs              | Breiðablik Kópavogur   | 0:2    | 0:1 (H) | 0:1 (A) |
| 2024/25 | UEFA Champions League         | 1. Qualifikationsrunde | ŠK Slovan Bratislava   | 3:6    | 2:4 (A) | 1:2 (H) |
| 2024/25 | UEFA Conference League        | 2. Qualifikationsrunde | FC Pjunik Jerewan      | 3:4    | 2:1 (H) | 1:3 (A) |

Gesamtbilanz: 14 Spiele, 4 Siege, 2 Unentschieden, 8 Niederlagen, 18:25 Tore (Tordifferenz −7)